# Dance-pop
Dance-pop – gatunek muzyczny, powstały w latach 80. XX wieku w Stanach Zjednoczonych. 
Dance-pop jest połączeniem muzyki dance i muzyki pop z elementami muzyki disco, post-disco i synth popu. Łączy on w sobie proste, popowe struktury i melodie z dance’owymi beatami i zazwyczaj szybkim tempem. Utwory dance-popowe przeznaczone są zarówno do komercyjnego radia, jak i do dyskotek i klubów nocnych. Gatunek oparty jest na producentach, a nie wykonawcach. 
Dance-pop jest popularnym stylem muzycznym. Do wykonawców dance-popu należą m.in. Cher, Madonna, Cyndi Lauper, Britney Spears, Kylie Minogue, Christina Aguilera, Spice Girls, Paula Abdul, Backstreet Boys, Michael Jackson, NSYNC, Jennifer Lopez, Janet Jackson, Rihanna, Katy Perry, Lady Gaga, Justin Bieber i Ariana Grande.